# Clayton Township (Missouri)
Die Clayton Township ist eine von 28 Townships im St. Louis County im Osten des US-amerikanischen Bundesstaates Missouri und Bestandteil der Metropolregion Greater St. Louis. Das U.S. Census Bureau hat bei der Volkszählung 2020 eine Einwohnerzahl von 38.498 ermittelt.

## Geografie
Die Clayton Township liegt im westlichen Vorortbereich von St. Louis. Der Mississippi, der die Grenze zu Illinois bildet, befindet sich rund 15 km östlich.
Die Clayton Township liegt auf 38°37′40″ nördlicher Breite und 90°23′10″ westlicher Länge und erstreckt sich über 40,9 km².
Die Clayton Township liegt im östlichen Zentrum des St. Louis County und grenzt im Nordosten an die University Township, im Osten an die Hadley Township, im Süden an die Jefferson Township, im Südwesten an die Bonhomme Township, im Westen an die Missouri River Township sowie im Nordwesten an die Creve Coeur Township.

## Verkehr

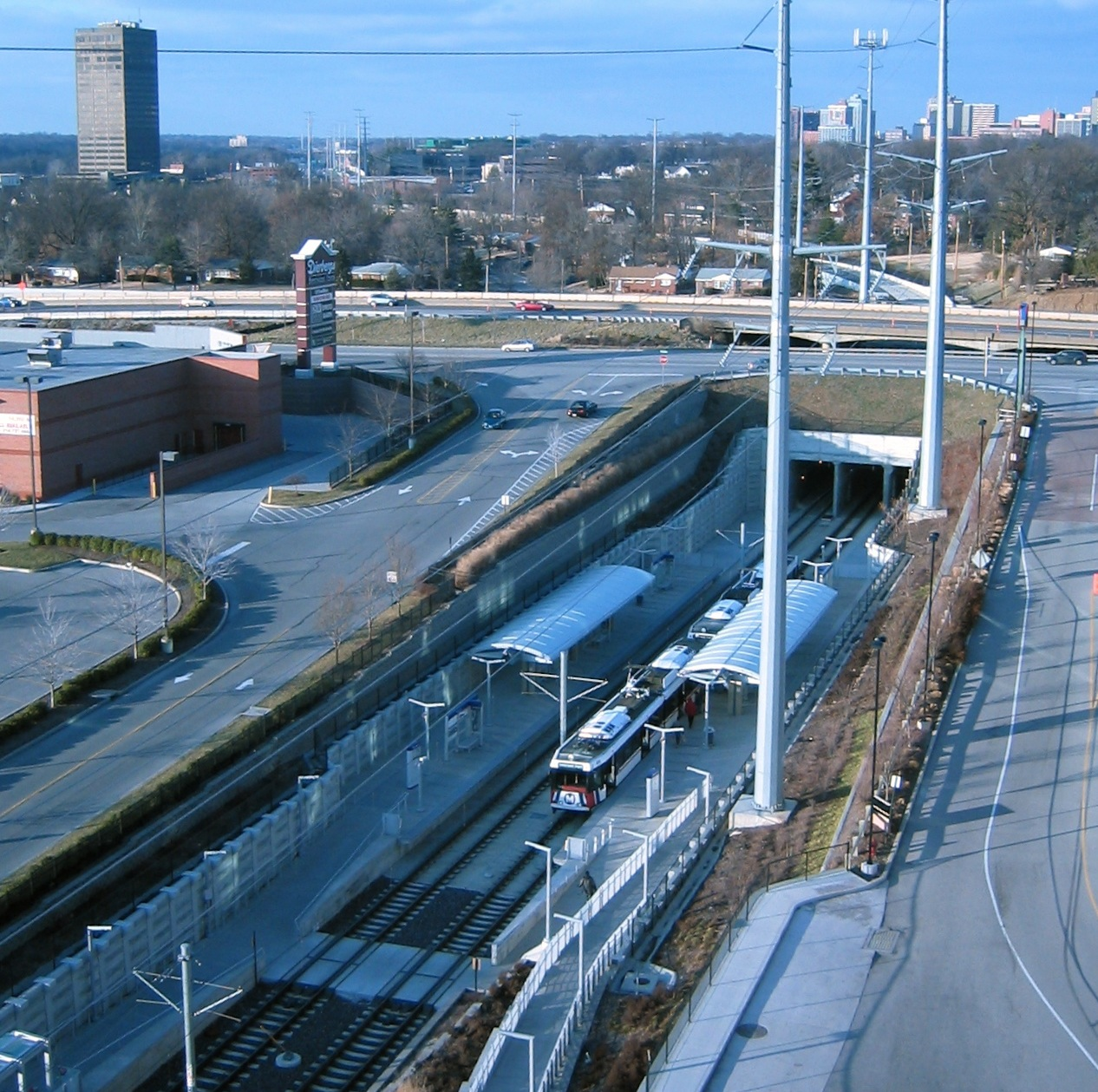
MetroLink

Durch die Clayton Township führt in West-Ost-Richtung die Interstate 64 auf einer gemeinsamen Strecke mit dem U.S. Highway 40. Im Osten der Township zweigt die Interstate 170 nach Norden ab. Die westliche Begrenzung der Township wird zum Teil durch die U.S. Highways 61 und 64 gebildet. Durch den Süden der Clayton Township verläuft die Missouri State Route 100. Bei allen weiteren Straßen innerhalb der Township handelt es sich um innerstädtische Verbindungsstraßen.
Durch den Osten der Clayton Township verläuft eine Linie des MetroLink genannten Light-rail-Nahverkehrssystems von St. Louis.

Der Lambert-Saint Louis International Airport liegt rund 15 km nördlich der Clayton Township.

## Demografische Daten
Nach der Volkszählung im Jahr 2010 lebten in der Clayton Township 35.446 Menschen in 15.624 Haushalten. Die Bevölkerungsdichte betrug 866,7 Einwohner pro Quadratkilometer. In den 15.624 Haushalten lebten statistisch je 2,18 Personen.
Ethnisch betrachtet setzte sich die Bevölkerung zusammen aus 83,3 Prozent Weißen, 9,8 Prozent Afroamerikanern, 0,2 Prozent amerikanischen Ureinwohnern, 4,4 Prozent Asiaten sowie 0,5 Prozent aus anderen ethnischen Gruppen; 1,9 Prozent stammten von zwei oder mehr Ethnien ab. Unabhängig von der ethnischen Zugehörigkeit waren 2,1 Prozent der Bevölkerung spanischer oder lateinamerikanischer Abstammung.
21,0 Prozent der Bevölkerung waren unter 18 Jahre alt, 61,4 Prozent waren zwischen 18 und 64 und 17,6 Prozent waren 65 Jahre oder älter. 51,5 Prozent der Bevölkerung war weiblich.
Das mittlere jährliche Einkommen eines Haushalts lag bei 81.119 USD. Das Pro-Kopf-Einkommen betrug 57.310 USD. 4,3 Prozent der Einwohner lebten unterhalb der Armutsgrenze.

## Orte
Die Bevölkerung der Clayton Township lebt in folgenden Ortschaften (die sämtlich den Status „City“ haben):
| - Brentwood - Clayton1 - Huntleigh | - Kirkwood2 - Ladue - Richmond Heights1 | - Rock Hill - University City3 - Webster Groves4 |

1 – teilweise in der Hadley Township

2 – überwiegend in der Bonhomme Township, teilweise auch in der Gravois Township

3 – überwiegend in der University Township, teilweise auch in der Hadley Township

4 – überwiegend in der Jefferson Township